# برنارد فريبيرغ
برنارد فريبيرغ (بالإنجليزية: Bernard Freyberg)‏ ‏(21 مارس 1889 - 4 يوليو 1963) قائد عسكري بريطاني شارك في الحرب العالمية الأولى والحرب العالمية الثانية، تولى منصب الحاكم العام في نيوزلندا من 17 يونيو 1946 حتى 15 أغسطس 1952.

## روابط خارجية
- برنارد فريبيرغ على موقع الموسوعة البريطانية (الإنجليزية)
- برنارد فريبيرغ على موقع مونزينجر (الألمانية)
- برنارد فريبيرغ على موقع أوليمبيديا (الإنجليزية)